# NGC 3917
NGC 3917 је спирална галаксија у сазвежђу Велики медвед која се налази на NGC листи објеката дубоког неба.
Деклинација објекта је + 51° 49' 29" а ректасцензија 11h 50m 45,6s. Привидна величина (магнитуда) објекта NGC 3917 износи 11,8 а фотографска магнитуда 12,5. Налази се на удаљености од 17,364 милиона парсека од Сунца. NGC 3917 је још познат и под ознакама UGC 6815, MCG 9-20-8, CGCG 269-5, CGCG 268-93, IRAS 11481+5206, PGC 37036.